# قائمة حكام عوام مقاطعات البلدان المنخفضة
هذه قائمة الحكام العوام لالأقاليم السبعة عشر.
تحت لواء جمهورية هولندا:
- ويليام الصامت، 1572–1584
- Adolf van Nieuwenaar، 1584–1589 (فقط في أوترخت)
- موريس أوف ناساو أمير أورانج، 1585–1625
- فريدريك هندريك فان اورانيه، 1625–1647
- ويليام الثالث ملك إنجلترا، 1672–1702 (منذ 1674، في أوترخت)